# Новицкий, Пётр Иванович
Пётр Иванович Новицкий (1911—2003) — краевед, основатель Тасеевского краеведческого музея. Почётный гражданин Тасеевского района (2003)

## Биография
Родился в 1911 году в селе Тасеево в семье политических ссыльных. 
Отец — Иван Максимович умер еще до 1914 года. Мать, Анна Васильевна Новицкая, член РСДРП(б) с 1917 года, расстреляна колчаковцами в 1919 году.

С малых лет я узнал, что такое война, и какие она приносит беды. Во время гражданской войны я видел свое село разрушенным, разграбленным, в грудах пепла. На журавлях колодцев и воротах висели трупы людей, по улицам валялись лошади, коровы, собаки. И хотя мне было всего восемь лет, это никогда не забывается. Я с малых лет остался без родителей, стал беспризорным малышом. Но были добрые люди, и они оказывали мне помощь.— из автобиографии
Оставшись сиротой воспитывался в детском доме. В 1928 году был принят в комсомол.
В 1930 году по комсомольской путёвке направлен на Дальний Восток. Во Владивостоке выучился на моториста-механика, ходил на судах торгового флота.
В 1933—1936 годах — на срочной службе в РККА.
В 1938 году вернулся в Сибирь, работал на приисках треста «Енисейзолото».
В 1939—1953 годах работал в органах МВД.
В 1958 году вместе с семьёй вернулся в родное село Тасеево, работал часовым мастером в промартели «Красная звезда». В 1974 году вышел на пенсию.
Активно интересуясь историей родных мест собирал исторические материалы, особенно интересуясь историей Тасеевской партизанской республики.
В 1964 году стал инициатором открытия в селе Тасеево народного музея, был его директором. В 1991 году музей получил статус государственного краеведческого музея.
Умер в 2003 году.

## Труды
Автор большого исторического очерка «Тасеево — село сибирское». В течение трёх лет очерк публиковался на страницах районной газеты «Сельский труженик», в 1991 году вышел отдельной книгой.
Является одним из рассказчиков в документальном фильме «Таежная республика» Спецвыпуска киножурнала «Енисейский Меридиан» 1988 года, посвященного партизанам села Тасеево и их деятельности в период Гражданской войны.
Материалы краеведческих исследований П. И. Новицкого послужили основой для издания книг В. Боровца «Зазубринские костры», Г. Иванова «Тасеевская партизанская республика 1918—1929 гг.», а также легли в основу сценариев документальных фильмов «Повесть о мужицком наркоме», «Таёжная республика» (Свердловская и Новосибирская киностудии).

После разговора с Новицким я другими глазами взглянул на уже ставшие привычными тасеевские улицы. Выяснилось, что рядовой, казалось бы, райцентр имеет богатую историю, которой позавидовал бы не один город в какой-нибудь Оклахоме.— Николай Муравин, Журнал «Вокруг света» за июнь 1996 года

Бесценное наследство оставил для потомков Пётр Иванович Новицкий — житель села Тасеево, записавший воспоминания своих односельчан Бурманкиной А. П., Попович А. Н., Абрамовой Е. Е., Денисова М. П. В 1964 году удалось по крупицам восстановить в деталях побег Ф. Э. Дзержинского.— А. Захаров, газета «Красноярский рабочий», 2017 год

## Награды
Имел двенадцать правительственных наград и множество почётных грамот.
Почётный гражданин Тасеевского района (2003) — в знак признания и поощрения его выдающихся заслуг по сохранению историко-культурного достояния Тасеевского района.

## Память
В 2014 году в селе Тасеево на фасаде дома № 13 по улице Краснопартизанской установлена мемориальная доска:
«В этом доме П. И. Новицкий жил и работал над своим историческим очерком „Тасеево — село сибирское“ с 1961 по 2003 годы»